# Ikeda (Hokkaidō)
Ikeda (jap. 池田町, -chō) ist eine japanische Gemeinde in der Unterpräfektur Tokachi auf der Insel Hokkaidō.

## Geographie und Klima
Ikeda liegt größtenteils in einem Tal des Toshibetsu-Flusses an der Südostküste Hokkaidōs. Der Tokachi-Fluss im Südwesten des Stadtgebietes bildet die Grenze zur Nachbargemeinde Makubetsu. Die Tokachi-Region gilt als eine der kältesten Japans. Die Temperaturen im Winter können teilweise auf bis zu – 20°C fallen. Dennoch fällt in der Region vergleichsweise wenig Schnee.

## Wirtschaft und Verkehr
Das landwirtschaftliche Hauptprodukt Ikedas ist Wein. Aufgrund der teilweise extremen Temperaturunterschiede gelten die Ikeda-Trauben – wie auch anderes Obst aus der Region – als besonders süß. Im Oktober feiert die Stadt ein Weinfestival.
Der Bahnhof Ikeda liegt an der von JR Hokkaido betriebenen Nemuro-Hauptlinie. Ikeda wird auch die Nationalstraße erschlossen.

## Städtepartnerschaften
- Penticton, Kanada

## Söhne und Töchter der Stadt
- Mutsuhiko Maeda (* 1947), Eisschnellläufer
- Yūya Oikawa (* 1981), Eisschnellläufer
- Keiichirō Nagashima (* 1982), Eisschnellläufer

## Angrenzende Städte und Gemeinden
Im Uhrzeigersinn beginnend im Norden:
- Honbetsu
- Urahoro
- Toyokoro
- Makubetsu
- Otofuke
- Shihoro